# Nikoklia
Nikoklia (gr. Νικόκλεια) – wieś w Republice Cypryjskiej, w dystrykcie Pafos. W 2011 roku liczyła 121 mieszkańców.
Leży w pobliżu zbiornika Asprokremos i rzeki Diarizos. W miejscowości znajduje się kościół z XVIII wieku.